# 16 av. J.-C.
Pour les articles homonymes, voir 16 (homonymie).
Cette page concerne l'année 16 av. J.-C. du calendrier julien.

## Événements
- Mariage entre Nero Claudius Drusus et Antonia la Jeune[1].

- Incursion de Sicambres en Gaule[2]. Défaite de Marcus Lollius contre les Sicambres associés aux Usipètes et aux Tenctères. La Ve légion est détruite lors de la bataille de Clades Lolliana[3].
- Troisième séjour d’Auguste en Gaule (fin 13 av. J.-C.)[2].
- Auguste fonde la colonie d'Augusta Treverorum (aujourd'hui Trèves)[4].

- Les peuples de Pannonie et de Norique attaquent l'Istrie. Le proconsul d'Illyrie Publius Silius Nerva entre chez les Venonetes et les Camunni et annexe le Norique[5].

- Début de la campagne de Tibère et de Drusus dans les Alpes (fin en 13 av. J.-C.)[6].
- 16 - 13 av. J.-C. : démembrement de l'Hispanie ultérieure. Création des provinces de Lusitanie et de Bétique (27 av. J.-C. selon Dion Cassius). La Bétique devient une province sénatoriale[7].

## Naissances en 16av. J.-C.
- Domitius Afer, sénateur romain, orateur et avocat.

## Décès
- Aemilius Macer, poète latin.